# Carlo Gonan
Carlo Gonan, noto anche con lo pseudonimo di Giancarlo Marinaldi (Marzana, 13 agosto 1910 – Imperia, 30 ottobre 1976), è stato un politico italiano.

## Biografia
Nato a Marzana, frazione di Dignano d'Istria, presso Pola, il 13 agosto 1910 da famiglia italiana, dopo la laurea conseguita presso l'Università Cattolica di Milano svolse la professione di insegnante di italiano e latino presso il liceo classico Carducci di Pola dal 1933 al 1943, anno in cui fu chiamato alle armi. Catturato dalle milizie slave dopo l'8 settembre 1943, venne condannato a morte per la sua italianità e condotto sulla foiba di Vines per essere giustiziato insieme al padre Giuseppe, finendo tuttavia entrambi graziati all'ultimo momento a seguito dell'intercessione dei loro compaesani.
Dopo la sua adesione al movimento partigiano di ispirazione cattolica, una volta terminata la guerra (e dopo l’attentato di Vergarolla del 18 agosto 1946), essendo Pola e l'Istria ormai irrimediabilmente perdute per l'Italia, accompagnandosi agli oltre 300.000 connazionali che lasciarono la propria terra, si trasferì a Padova ove insegnò fino al 1949 per poi successivamente spostarsi ad Imperia, città in cui si stabilì definitivamente e nella quale continuò ad insegnare italiano e latino presso il liceo classico De Amicis conquistando la stima di colleghi e studenti. Profondo conoscitore ed estimatore di Dante (di cui conosceva a memoria l'intera Divina Commedia), nel 1949 diede alle stampe, per i tipi di Cappelli Editore, il romanzo storico semi-autobiografico "La morte è nelle foibe", partecipata testimonianza delle tragedie e delle persecuzioni subite dalla gente istriana di lingua e cultura italiane negli anni 1943/1945 da parte delle milizie di Tito. Tale libro fu scritto sotto lo pseudonimo di Giancarlo Marinaldi al fine di non esporre i propri genitori, non ancora esodati in Italia, alle possibili ritorsioni delle autorità comuniste jugoslave che avevano nel frattempo assunto il pieno controllo dell'Istria.
Uomo di fede e cultura, ad Imperia prese attivamente parte alla locale vita politica nelle file della Democrazia Cristiana ricoprendo la carica di sindaco della città dal 31 maggio 1956 al 22 dicembre 1961 per poi divenire, terminata l'attività amministrativa, segretario provinciale del partito dal 1962 al 1965.
Nel 1968 ottenne la nomina a preside del liceo scientifico di Villafranca in Lunigiana in provincia di Massa Carrara ove rimase fino al 1970 per poi concludere la sua carriera scolastica nel 1975 alla guida del liceo classico di Imperia dove era nel frattempo rientrato. Morì dopo breve malattia nella sua città di adozione il 30 ottobre 1976, lasciando moglie e tre figli.
In onore della sua memoria, e quale riconoscimento dell’importanza avuta nella storia amministrativa della città, il Comune di Imperia gli ha successivamente dedicato l'intitolazione dei giardini pubblici siti a fianco dell'attuale biblioteca civica.